# Essbare Bomarie
Die Essbare Bomarie (Bomarea edulis) ist eine Pflanzenart aus der Gattung Bomarien (Bomarea) innerhalb der Familie Inkaliliengewächse (Alstroemeriaceae).

## Beschreibung und Ökologie
Bomarea edulis ist eine ausdauernde krautige Pflanze, die als meist immergrüne, aufrecht wachsende, windende und meist kahle Kletterpflanze, mit schlanken Sprossachsen, die Wuchshöhen von etwa 1,5–4 Meter oder etwas mehr erreicht. Eine kräftige Pflanze trägt mindestens 20 kleine Knollen mit Durchmessern von 4 bis 5 cm. 
Die wechselständig angeordneten, ganzrandigen und spitzen bis zugespitzten, leicht ledrigen, fast kahlen Laubblätter sind eilanzettlich, mittelgrün sowie unterseits teilweise papillös. Sie sind kurz gestielt bzw. der Blattgrund ist stielartig verschmälert, sowie bis etwa 7–14 Zentimeter lang und bis 3 Zentimeter breit. Die Nervatur ist handförmig mit vorwärt-bogigen Hauptadern.
Es werden thyrsig-doldige und lockere Blütenstände gebildet. Es sind verschiedene Tragblätter vorhanden. Die zwittrigen und gestielten, relativ großen Blüten mit einfacher Blütenhülle sind dreizählig und schmal-glockig. Es sind zwei Kreise mit je drei freien, petaloiden, früh abfallenden Blütenhüllblättern vorhanden, die verkehrt-eiförmigen des äußeren Kreises sind außen hellrosa bis -rötlich und innen gelblich und die etwas schmälern des inneren Kreises sind gelb-grünlich und spatelförmig bis genagelt mit dunklen Flecken. Die eingeschlossenen sechs Staubblätter sind frei und der Fruchtknoten, mit langem, aber eingeschlossenem Griffel mit gelappter Narbe, ist unterständig im kleinen, becherförmigen, meist kahlen Blütenbecher. Die Blütezeit reicht ab Juli bis Oktober. Die Bestäubung erfolgt meist durch Bienen.
Die grünen, leicht verkehrt-konischen, becherförmigen und lokulizidalen, rippigen sowie leicht dreieckigen, bis 1,8–2 Zentimeter großen Kapselfrüchte (Scheinfrucht) mit zahlreichen rundlichen Samen mit einer roten, fleischigen Sarkotesta reifen ab Oktober.

## Verbreitung

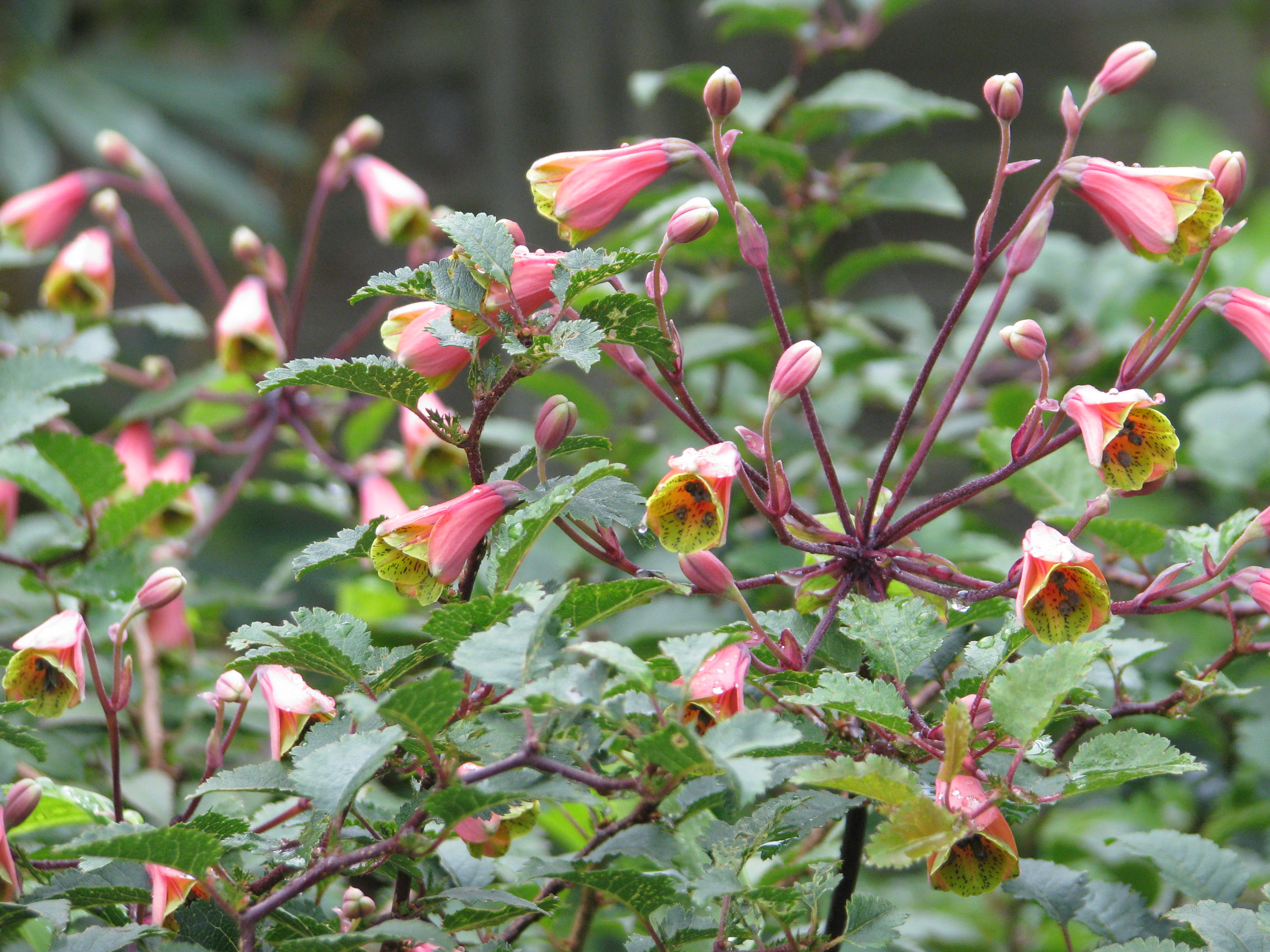
Blütenstand

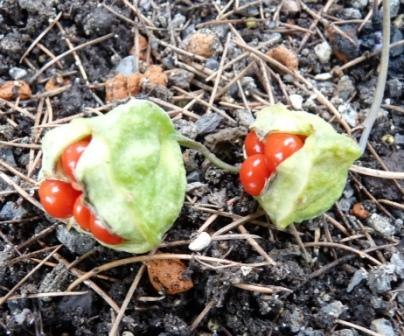
Kapselfrüchte mit Samen

Die Essbare Bomarie ist in Mittelamerika von Mexiko, auf Kuba und auf den Großen Antillen bis nach Venezuela, Kolumbien, den Guyanas nach Peru, Bolivien und bis in zentrale und östliche Brasilien sowie ins nördlichere Argentinien verbreitet. Diese heute fast in Vergessenheit geratene Pflanzenart wurde in vor-kolumbianischer Zeit als Kulturpflanze angebaut. In Mitteleuropa wird die Essbare Bomarie als Kübelpflanze kultiviert (nicht winterhart).

## Taxonomie
Die Erstbeschreibung des Basionyms Alstroemeria edulis erfolgte 1808 durch François Richard de Tussac in Fl. Antill. 1: 109. Die Umteilung zu Bomarea edulis geschah 1837 durch William Herbert in Amaryllidaceae: 111.
Wegen ihrer morphologischen Variabilität und ihrer weiten Verbreitung werden für Bomarea edulis sehr viele Synonyme aufgeführt: Alstroemeria affinis M.Martens & Galeotti, Alstroemeria edulis Tussac, Alstroemeria gloriosa Cham. & Schltdl., Alstroemeria grandifolia Kunth, Alstroemeria hirtella Kunth, Alstroemeria jacquesiana Lem., Alstroemeria miniata M.Martens & Galeotti, Alstroemeria salsilloides Mart., Bomarea affinis (M.Martens & Galeotti) Kunth, Bomarea bakeriana Kraenzl., Bomarea brauniana Schenk, Bomarea caraccensis Herb., Bomarea edulis var. furcata Person|(Klotzsch ex Kunth) Kuntze, Bomarea edulis var. grandis Herb., Bomarea edulis var. hirtula Suess., Bomarea edulis var. maranensis Herb.,
Bomarea edulis var. parvifolia (Seub.) Hoehne, Bomarea furcata Klotzsch ex Kunth, Bomarea gloriosa (Cham. & Schltdl.) M.Roem., Bomarea grandifolia (Kunth) Herb., Bomarea guianensis Kraenzl., Bomarea hirta Schenk, Bomarea hirtella (Kunth) Herb., Bomarea jacquesiana (Lem.) Kunth, Bomarea janeirensis M.Roem., Bomarea maakiana Klotzsch,
Bomarea macrophylla Schenk, Bomarea maranensis Herb., Bomarea martiana Schenk,
Bomarea miniata (M.Martens & Galeotti) Kunth, Bomarea ovata var. tatiana Herb., Bomarea petiolata Rusby, Bomarea salsilloides (Mart.) M.Roem., Bomarea salsilloides var. pauciflora Schenk, Bomarea salsilloides var. pubescens Schenk, Bomarea salsilloides var. sepium Schenk, Bomarea sororia N.E.Br., Bomarea spectabilis Schenk, Bomarea spectabilis var. parvifolia Seub., Bomarea tatiana Herb., Vandesia edulis (Tussac) Salisb., Bomarea perlongipes Killip. Die beschriebenen Subtaxa sind alle Synonyme.

## Nutzung
Die Wurzelknollen werden auf lokalen Märkten in Südamerika als „weißer Topinambur“ angeboten. Die Knollen werden gekocht und zu einem leichten, cremigen und stärkehaltigen Püree zubereitet und dienen als Kartoffelersatz.
Die Wurzelknollen sollen diuretisch wirksam sein und Tee aus den Blättern wird als Gurgelmittel bei Angina eingesetzt.